# Ternivșciîna, Poltava
Ternivșciîna (în ucraineană Тернівщина) este un sat în comuna Krotenkî din raionul Poltava, regiunea Poltava, Ucraina.

## Demografie
Componența lingvistică a localității Ternivșciîna
     Ucraineană (90,48%)
     Rusă (8,33%)
Conform recensământului din 2001, majoritatea populației localității Ternivșciîna era vorbitoare de ucraineană (90,48%), existând în minoritate și vorbitori de rusă (8,33%).